# NGC 5883
NGC 5883 est une galaxie lenticulaire située dans la constellation de la Balance. Sa vitesse par rapport au fond diffus cosmologique est de 7 604 ± 22 km/s, ce qui correspond à une distance de Hubble de 112,2 ± 7,9 Mpc (∼366 millions d'al). NGC 5883 a été découverte par l'astronome américain Joseph Winlock en 1867.